# Purée de banane
La purée de banane est une recette que l'on retrouve dans les grandes surfaces commerciales mais transformée industriellement prêt à la consommation. Elle est servie comme dessert dans les pays européens mais en Afrique et au Gabon particulièrement, c'est un petit déjeuner pour certaines ethnies. Ce plat gabonais s'obtient à travers la banane plantain très mûre avec une peau noire. 

## Préparation
La bouillie se prépare avec de la banane plantain très mûre découpée en morceaux après enlever la peau. Dans une marmite avec de l'eau tout est cuit et mélanger. Le tout est prêt au bout d'un temps.  

## Autres parfums
Il est possible purée de banane aev tourner le touttelles que la menthe, la vanille, l'orange ou l'ananas .

## Autres appellations
La purée de banane chez les Nzebis c'est mùssulu matsùdi. 